# Средиземноморский климат

Регионы со средиземноморским климатом

Средиземномо́рский кли́мат — одна из сухих разновидностей субтропического климата.  Отличается преобладанием осадков зимнего периода над летними. Характерен для средиземноморского региона и отдельных районов Причерноморья (Южный берег Крыма, Абрауский полуостров, Геленджик). Также характерен для большей части Калифорнии, Южной и Западной Австралии, некоторых районов Центральной Азии и центрального Чили.  Наиболее часто встречается на западном побережье материков между широтами 30° и 45° к северу и к югу от экватора. Лето солнечное и жаркое, средняя температура +25 °С; зима мягкая, средняя температура от +5 °С до +15 °С, среднегодовое количество осадков — до 600 мм.

## География
Средиземноморский климат наиболее типичен на побережьях и внутренних частях Средиземного моря, именно поэтому он и получил такое название. В Европе к этому климату относятся центральная и южная Португалия, так называемая «Сухая Испания» (вся территория страны кроме Галисии, Астурии, Кантабрии, Страны Басков, Наварры и Ла-Риохи), средиземноморское побережье Франции, центральная и южная Италия, адриатическое побережье Хорватии (Далмация) и Черногории, Албания, Северная Македония, Греция, южная часть Болгарии и Европейская часть Турции. В Передней Азии к средиземноморскому климату относятся средиземноморское побережье Турции, Кипр, средиземноморское побережье Сирии, Ливан, северная и центральная части Израиля, ливийское побережье Киренаики, побережье Ливии от Сирта до границы с Тунисом, почти весь Тунис (кроме юга), Алжир к северу от Сахарского Атласа и Марокко к северу от Высокого Атласа.
Средиземноморский климат характерен и для побережья Чёрного моря, в тех местах, где районы защищены с севера от холодных ветров горами (Южный берег Крыма, а также Черноморское побережье Кавказа, включая Анапу, Новороссийск и Геленджик). Согласно классификации Алисова (не путать с классификацией Берга, также имеющей средиземноморский климат) кроме типичного сухого средиземноморского климата существует его влажная субтропическая разновидность, характерная для предвысокогорных районов и прилегающих к ним территорий. К влажному субтропическому климату относятся в том числе адриатическое побережье бывшей Югославии, Колхидская низменность с городами Сочи и Батуми  . 
Помимо Средиземноморского бассейна средиземноморский климат наблюдается в значительной части Калифорнии (Большая Калифорнийская долина и на побережье от Сан-Франциско до границы с Мексикой), в Западно-Капской провинции в ЮАР, центральной части Чили, прибрежных районах на юге Западной Австралии (район города Перт) и на полуостров Эйр в Южной Австралии.
Встречаются примеры микроклимата, близкого к средиземноморскому, и вне указанных географических зон, однако это обусловлено локальными процессами, не характерными для режима средиземноморского климата.
На суше средиземноморский климат переходит с повышением широты (ближе к полюсам) в зоны океанического или приморского климата, для которого характерны обильные летние дожди, а с понижением широты (ближе к экватору) — в засушливые (в летнее время) степи с нечастыми дождями в зимнее время.
В Перте в Австралии лето жаркое и сухое (среднесуточный максимум температуры 30 °C, 34 мм осадков в декабре-феврале), зима же влажная и прохладная (среднесуточный максимум температуры 18°, 450 мм осадков в июне-августе). Это типичный пример средиземноморского климата.

## Типы сухого средиземноморского климата
В зависимости от степени переходности к другим типам климата и высотой над уровнем моря выделяются следующие подтипы сухого средиземноморского климата:
- инфрасредиземноморский
- термо-средиземноморский
- мезосредиземноморский
- супрасредиземноморский
- субсредиземноморский
- горно-средиземноморский
- оро-средиземноморский
- крио-средиземноморский

## Осадки
В летнее время в регионах со средиземноморским климатом доминируют очаговые зоны высокого давления, в которых сухой воздух опускается на слой морского воздуха с переменной влажностью, вследствие чего выпадение осадков становится невозможным или маловозможным (за исключением редких гроз). В зимнее время приполярные атмосферные массы и связанные с ними периодические бури достигают низких широт средиземноморских зон, принося с собой дожди, а в горные районы — снег. В результате, районы с таким климатом получают почти всю годовую норму осадков зимой, тогда как в летнее время какие-либо значительные осадки могут отсутствовать 2—5 месяцев. Наиболее наглядно зону преобладания зимних осадков над летними демонстрирует ЮБК на фоне остального Крыма. Среднегодовое количество осадков 400—700 мм.

## Примеры на местном уровне
Типичным примером доминирования сухого субсредиземноморского климата (с относительно большим количеством летних осадков) является климат Геленджика:
| Показатель                    | Янв. | Фев.  | Март | Апр. | Май  | Июнь | Июль | Авг. | Сен. | Окт. | Нояб. | Дек. | Год   |
| ----------------------------- | ---- | ----- | ---- | ---- | ---- | ---- | ---- | ---- | ---- | ---- | ----- | ---- | ----- |
| Абсолютный максимум, °C       | 19,0 | 21,0  | 26,4 | 28,0 | 32,0 | 36,0 | 39,0 | 36,0 | 34,0 | 30,0 | 22,0  | 21,0 | 39,0  |
| Средний суточный максимум, °C | 6,9  | 7,7   | 10,4 | 14,6 | 18,5 | 23,1 | 26,6 | 26,9 | 22,9 | 17,9 | 12,5  | 9,2  | 16,4  |
| Средняя температура, °C       | 4,1  | 4,7   | 7,3  | 11,5 | 15,3 | 19,9 | 23,3 | 23,3 | 19,2 | 14,3 | 9,4   | 6,4  | 13,2  |
| Средний суточный минимум, °C  | 1,3  | 1,7   | 4,3  | 8,4  | 12,4 | 16,8 | 19,9 | 19,7 | 15,4 | 10,7 | 6,3   | 3,5  | 10,0  |
| Абсолютный минимум, °C        | −22  | −15,4 | −8   | −7   | 0,3  | 5,6  | 9,5  | 9,6  | 1,0  | −14  | −11,2 | −8,5 | −22   |
| Норма осадков, мм             | 40,4 | 31,8  | 32,3 | 30,7 | 31,6 | 47,2 | 31,8 | 22,1 | 31,4 | 38,7 | 45,6  | 60,1 | 443,7 |
| Температура воды, °C          | 8,5  | 7,7   | 8,6  | 11,4 | 16,3 | 21,3 | 24,3 | 25,2 | 22,3 | 18,4 | 14,0  | 10,5 | 15,7  |
| Источник:                     |      |       |      |      |      |      |      |      |      |      |       |      |       |

| Число солнечных дней в Геленджике | Число солнечных дней в Геленджике | Число солнечных дней в Геленджике | Число солнечных дней в Геленджике | Число солнечных дней в Геленджике | Число солнечных дней в Геленджике | Число солнечных дней в Геленджике | Число солнечных дней в Геленджике | Число солнечных дней в Геленджике | Число солнечных дней в Геленджике | Число солнечных дней в Геленджике | Число солнечных дней в Геленджике | Число солнечных дней в Геленджике | Число солнечных дней в Геленджике |
| Месяц                             | Янв                               | Фев                               | Мар                               | Апр                               | Май                               | Июн                               | Июл                               | Авг                               | Сен                               | Окт                               | Ноя                               | Дек                               | Год                               |
| Число солнечных дней в Геленджике | 11                                | 9                                 | 13                                | 12                                | 12                                | 15                                | 18                                | 17                                | 19                                | 18                                | 11                                | 8                                 | 163                               |
| --------------------------------- | --------------------------------- | --------------------------------- | --------------------------------- | --------------------------------- | --------------------------------- | --------------------------------- | --------------------------------- | --------------------------------- | --------------------------------- | --------------------------------- | --------------------------------- | --------------------------------- | --------------------------------- |

Например, в Сан-Франциско в Калифорнии выпадает в среднем 448 мм дождевых осадков ежегодно с ноября по апрель, в остальное время года — всего лишь 52 мм, а с июля по август осадки почти полностью отсутствуют.
| Показатель                                     | Янв.  | Фев. | Март | Апр. | Май  | Июнь | Июль | Авг. | Сен. | Окт. | Нояб. | Дек. | Год   |
| ---------------------------------------------- | ----- | ---- | ---- | ---- | ---- | ---- | ---- | ---- | ---- | ---- | ----- | ---- | ----- |
| Абсолютный максимум, °C                        | 22,2  | 25,0 | 29,4 | 33,3 | 36,1 | 41,1 | 37,2 | 37,8 | 39,4 | 37,2 | 29,4  | 23,9 | 41,1  |
| Средний суточный максимум, °C                  | 13,5  | 15,3 | 16,7 | 18,2 | 19,8 | 21,4 | 22,2 | 22,6 | 23,1 | 21,3 | 17,2  | 13,7 | 18,8  |
| Средняя температура, °C                        | 10,2  | 11,6 | 12,7 | 13,8 | 15,3 | 16,8 | 17,6 | 18,1 | 18,2 | 16,6 | 13,2  | 10,3 | 14,5  |
| Средний суточный минимум, °C                   | 6,8   | 7,9  | 8,7  | 9,5  | 10,9 | 12,1 | 13,0 | 13,5 | 13,2 | 11,8 | 9,3   | 7,0  | 10,3  |
| Абсолютный минимум, °C                         | −3,3  | −1,1 | −0,6 | 2,2  | 3,9  | 6,1  | 6,7  | 5,6  | 5,0  | 2,8  | −0,6  | −4,4 | −4,4  |
| Норма осадков, мм                              | 110,5 | 80,5 | 77,7 | 34,8 | 4,8  | 2,8  | 0,8  | 1,3  | 5,1  | 31,0 | 72,6  | 78,5 | 500,4 |
| Температура воды, °C                           | 12    | 12   | 12   | 12   | 12   | 12   | 13   | 14   | 14   | 14   | 14    | 13   | 13    |
| Источник: Погода и Климат, World Climate Guide |       |      |      |      |      |      |      |      |      |      |       |      |       |

Ближе к экватору зимнее количество осадков уменьшается.
| Показатель                    | Янв. | Фев. | Март | Апр. | Май  | Июнь | Июль | Авг. | Сен. | Окт. | Нояб. | Дек. | Год   |
| ----------------------------- | ---- | ---- | ---- | ---- | ---- | ---- | ---- | ---- | ---- | ---- | ----- | ---- | ----- |
| Средний суточный максимум, °C | 16,6 | 17,7 | 19,7 | 21,5 | 23,9 | 27,7 | 30,5 | 31,6 | 29,0 | 25,2 | 20,6  | 17,7 | 21,5  |
| Средняя температура, °C       | 10,9 | 12,1 | 13,9 | 15,7 | 18,6 | 22,3 | 24,9 | 25,9 | 23,3 | 19,6 | 15,1  | 12,2 | 16,9  |
| Средний суточный минимум, °C  | 5,1  | 6,5  | 8,1  | 10,0 | 13,2 | 16,9 | 19,4 | 20,1 | 17,7 | 14,0 | 9,5   | 6,7  | 12,3  |
| Норма осадков, мм             | 43,6 | 44,4 | 35,0 | 29,6 | 27,2 | 3,8  | 1,8  | 2,7  | 13,2 | 24,8 | 55,5  | 45,2 | 326,8 |

В направлении полюсов общая влажность, как правило, возрастает; В Европе количество летних дождевых осадков увеличивается к северу, в то время как вдоль западного побережья Америки в северном направлении зимы становятся более влажными, а период отсутствия осадков — короче.
.
| Показатель                                        | Янв. | Фев. | Март | Апр. | Май  | Июнь  | Июль  | Авг.  | Сен. | Окт. | Нояб. | Дек. | Год   |
| ------------------------------------------------- | ---- | ---- | ---- | ---- | ---- | ----- | ----- | ----- | ---- | ---- | ----- | ---- | ----- |
| Абсолютный максимум, °C                           | 45,8 | 46,2 | 42,4 | 37,6 | 34,3 | 28,1  | 26,3  | 27,8  | 32,7 | 37,3 | 40,3  | 44,2 | 46,2  |
| Средний суточный максимум, °C                     | 30,5 | 31,3 | 29,5 | 25,5 | 22,4 | 19,3  | 18,4  | 18,8  | 20,1 | 22,8 | 26,2  | 28,7 | 24,5  |
| Средняя температура, °C                           | 24,2 | 24,7 | 23,0 | 19,5 | 16,6 | 13,9  | 13,1  | 13,4  | 14,8 | 17,0 | 20,2  | 22,4 | 18,6  |
| Средний суточный минимум, °C                      | 17,8 | 18,0 | 16,4 | 13,5 | 10,7 | 8,5   | 7,8   | 8,0   | 9,5  | 11,2 | 14,1  | 16,1 | 12,6  |
| Абсолютный минимум, °C                            | 8,9  | 8,7  | 6,3  | 4,1  | 1,3  | −0,7  | 0,0   | 1,3   | 1,0  | 2,2  | 5,0   | 7,9  | −0,7  |
| Норма осадков, мм                                 | 16,5 | 9,1  | 19,8 | 38,8 | 89,5 | 134,7 | 153,1 | 128,2 | 89,2 | 43,1 | 22,1  | 6,4  | 745,7 |
| Температура воды, °C                              | 23   | 23   | 22   | 22   | 20   | 20    | 19    | 19    | 19   | 19   | 21    | 21   | 21    |
| Источник: Бюро метеорологии, Туристический портал |      |      |      |      |      |       |       |       |      |      |       |      |       |

## Температура
Во всех регионах со средиземноморским климатом зимы относительно мягкие. Кратковременные похолодания, достигающие порой небольших заморозков или снегопады, тем не менее, случаются во всех регионах, но происходит это везде достаточно редко.
Летняя температура в большинстве случаев также высокая, так как доминирует ясная погода, но колеблется в зависимости от региона. К примеру, в Афинах в Греции летом наблюдаются очень высокие летние температуры, а в Сан-Франциско лето более прохладное из-за апвеллинга холодных водных масс вдоль побережья. Поскольку все регионы со средиземноморским климатом находятся вблизи крупных водоёмов, то в целом температура в них умеренная с относительно небольшой разницей между зимним минимумом и летним максимумом (хотя суточные перепады температур летом могут быть велики, если местность не расположена непосредственно на побережье). Зимняя температура, как правило, редко опускается ниже нуля градусов, снегопады также редки на уровне моря, однако в окрестных горах снегопады напротив часто бывают из-за высокой влажности местной атмосферы.